# Zehn Mädchen und kein Mann
Zehn Mädchen und kein Mann är en operett i en akt med musik av Franz von Suppé och libretto av Friedrich Wilhelm Riese under pseudonymen Wilhelm Friedrich. Operetten hade premiär den 25 oktober 1862 på Theater am Franz-Josefs-Kai i Wien.

## Personer
- Herr von Schönthan, godsägare
- Danubia (från Österrike), hans dotter
- Hidalga (från Kastilien), hans dotter
- Britta (från England), hans dotter
- Maschinka (från Bayern), hans dotter
- Pommaria (från Portugal), hans dotter
- Alminia (från Tyrolen), hans dotter
- Simonia (från Italien), hans dotter
- Giletta (från Mexiko), hans dotter
- Marianka (från Böhmen), hans dotter
- Preciosa (från Aragonien), hans dotter
- Sidonia, hans hushållerska
- Agamemnon Paris, veterinär

## Handling
Godsägaren von Schönthan är änkling flera gånger om och vill gifta sig med sin hushållerska Sidonia, som emellertid älskar den yngre och snyggare veterinären Agamemnon Paris. Hans första fru lämnade honom med en son och från hans andra äktenskap har han tio döttrar som han hellre skulle vilja få bortgifta så fort det går.
Schönthan lät uppfostra var och en av sina döttrar i olika länder och med olika sedvänjor. Som ett resultat hoppas han att få en svärson mycket snabbt. Han har också klistrat upp affischer runtomkring i stan för att uppmuntra ogifta män att besöka hans gods.
Veterinären Agamemnon Paris använder nu en sådan affisch som ett tillfälle att komma till gården och i hemlighet träffa Sidonia. Men von Schönthan fångar in Agamemnon Paris och presenterar honom för alla sina döttrar. Alminia och Marianka börjar med en vacker duett som verkar behaga besökaren. Britta sjunger sedan en engelsk folksång, som omedelbart får alla att somna. Endast Limonia kan väcka publiken med sin italienska aria. Efteråt dansar Hidalga och Preciosa en eldig dans från Spanien, men Agamemnon Paris är inte särskilt intresserad av det heller. Nu måste alla döttrar plocka upp sina instrument och hålla en konsert tillsammans. Men veterinären håller fast vid sitt beslut att gifta sig med Sidonia.
I diskussionen som följer mellan godsägaren och veterinären visar det sig att Agamemnon Paris är sonen som troddes vara förlorad och därmed bror till de tio äktenskapskandidater. Von Schönthan välsignar Agamemnons bröllop med Sidonia och avslutar: "Nu har jag elva döttrar och bara en man".